# 頂萬里加投
頂萬里加投，是新北市萬里區的一個地名，位於該區南部，範圍大致包括崁脚里西部、溪底里、雙興里西部。

## 歷史
台灣清治末期至日治前期，頂萬里加投地區為一街庄，稱為「頂萬里加投庄」，隸屬於金包里堡。該庄東北與中萬里加投庄為鄰，東南與瑪陵坑庄、友蚋庄、北港庄為鄰，西南邊為雙溪庄、坪頂庄，西北邊頂中股庄、下萬里加投庄。
1901年（日治明治三十四年）11月，該庄隸屬於基隆廳，編入第七區。1905年（明治三十八年）7月，第七區改名「中萬里加投區」。1920年（大正九年），該庄改制為「頂萬里加投」大字，隸屬於臺北州基隆郡萬里庄，大字下有「荖寮湖」、「大坪」、「大湖」、「湳子」、「粗坑子」、「二坪」、「蔴斯廩」、「瑪鋉港內」、「中幅子」、「瑪鋉港口」、「龜吼」、「野柳」小字名。
戰後萬里庄改制為萬里鄉，隸屬於臺北縣，大字亦改制為村。2010年12月，臺北縣升格為新北市，萬里鄉改制為萬里區，村亦改制為里。

## 學校
- 崁腳國小